# East Heslerton
East Heslerton är en by i civil parish Heslerton, i kommunen North Yorkshire, i grevskapet North Yorkshire, i England. Byn är belägen 15 km från Malton. East Heslerton var en civil parish 1866–1935 när blev den en del av Heslerton. Civil parish hade 152 invånare år 1931. Byn nämndes i Domedagsboken (Domesday Book) år 1086, och kallades då Eslerton/Esrelton/Heslerton/Heslertone.